# Terre Alfieri
Unter der Bezeichnung Terre Alfieri werden in den Provinzen Asti und Cuneo in der Region Piemont Weiß- und Rotweine mit kontrollierter Herkunftsbezeichnung (DOC) erzeugt. Die Denomination besteht seit 2009 und wurde zuletzt 2014 aktualisiert.

## Anbaugebiet
Das Anbaugebiet umfasst:
- folgende Gemeinden in der Provinz Asti: Antignano, Celle Enomondo, Cisterna d’Asti, Revigliasco, San Damiano, San Martino Alfieri und Tigliole sowie
- Teile der Gemeindegebiete in der Provinz Cuneo von: Castellinaldo, Govone, Magliano Alfieri und Priocca.

## Erzeugung
- Der Weißwein „Terre Alfieri Arneis“ muss zu mindestens 85 % aus der Rebsorte Arneis hergestellt werden.  Die restlichen maximal 15 % dürfen andere weiße Rebsorten sein, die für den Anbau in der Region Piemont zugelassen sind.
- Der Rotwein „Terre Alfieri Nebbiolo“ muss zu mindestens 85 % aus der Rebsorte Nebbiolo hergestellt werden.  Die restlichen maximal 15 % dürfen andere rote Rebsorten sein, die für den Anbau in der Region Piemont zugelassen sind.[1]

## Beschreibung
Laut Denomination (Auszug):

### Terre Alfieri Arneis
- Farbe: mehr oder weniger intensives strohgelb, bisweilen mit goldfarbenen Reflexen
- Geruch: zart, bisweilen blumige Noten
- Geschmack: trocken, angenehm bitter
- Alkoholgehalt: mindestens 11,5 Vol.-%, mit dem Zusatz „Vigna“ mind. 12 Vol.-%
- Säuregehalt: mind. 5,0 g/l
- Trockenextrakt: mind. 15,0 g/l, mit dem Zusatz „Vigna“ mind. 17 g/l[1]

### Terre Alfieri Nebbiolo
- Farbe: rubinrot, bei Reifung Tendenz zu granatrot
- Geruch: charakteristisch, zart, manchmal mit einem Hauch von Veilchen
- Geschmack: trocken, voll, harmonisch
- Alkoholgehalt: mindestens 12,5 Vol.-%, mit dem Zusatz „Vigna“ mind. 13 Vol.-%
- Säuregehalt: mind. 4,5 g/l
- Trockenextrakt: mind. 22,0 g/l, mit dem Zusatz „Vigna“ mind. 23 g/l[1]